# Alturas
Alturas (dříve Dorris Bridge, Dorris' Bridge, Dorrisville) je správním městem okresu Modoc County v Kalifornii. V roce 2010 zde žilo 2 827 obyvatel. Alturas leží v nadmořské výšce 1322 metrů. Městem protéká řeka Pit.